# 유다시티

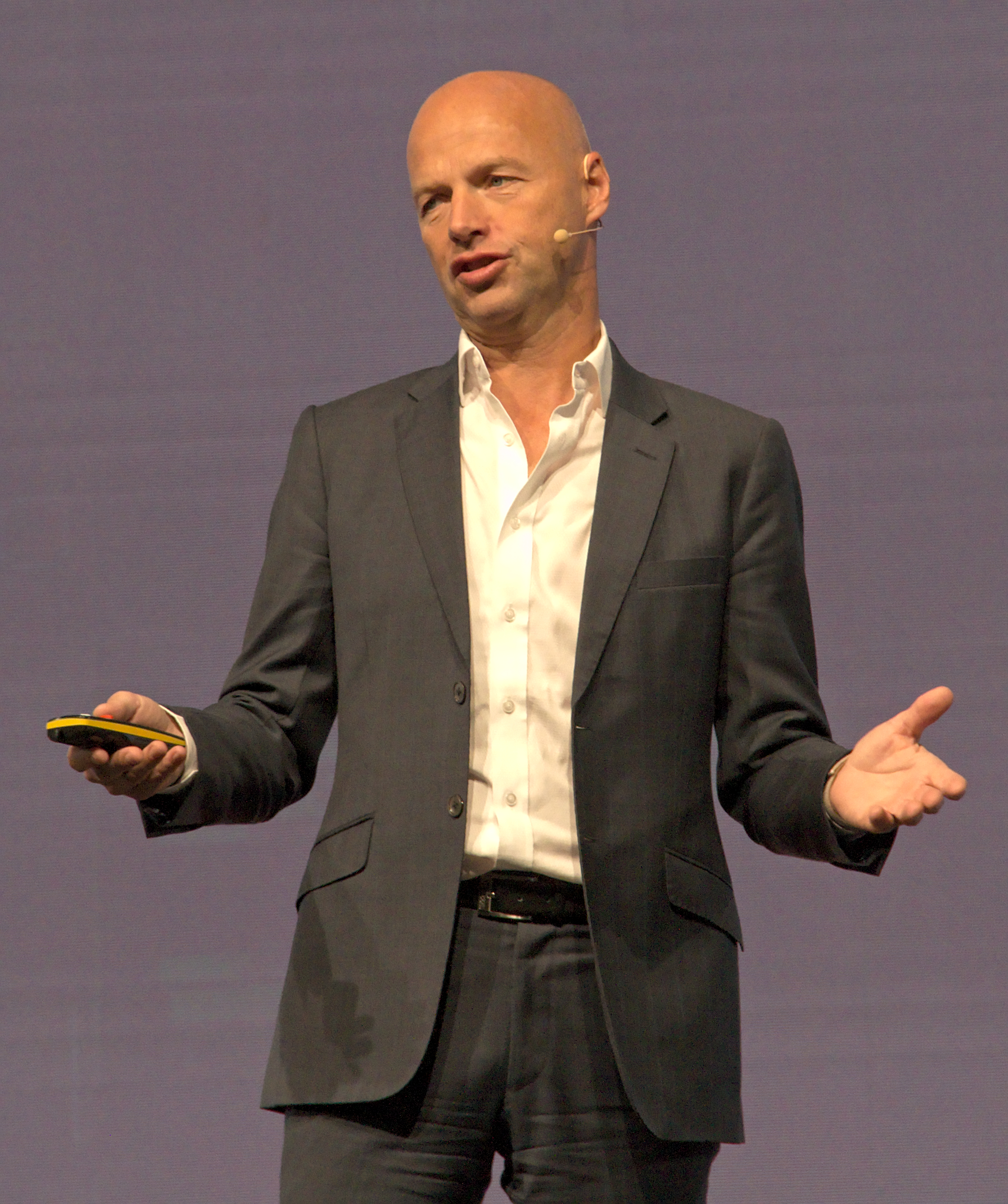
프랑크프루트 모터 쇼 2019에서의 쓰런의 모습

유다시티(Udacity, Inc.)는 세바스찬 쓰런, 데이비드 스테이븐스 및 마이크 소콜스키가 설립한 미국의 영리 교육 기관으로 대규모 공개 온라인 강좌를 제공한다.
쓰런에 따르면 '유다시티'라는 이름의 유래는 "학생인 당신을 위한 대담함"을 추구하는 회사의 열망에서 비롯되었다. 원래는 대학 스타일 과정을 제공하는 데 중점을 두었지만 이제는 전문가를 위한 직업 과정에 더 중점을 두고 있다.

## 역사
유다시티는 2011년 스탠퍼드 대학교를 통해 제공되었던 무료 컴퓨터 과학 수업의 파생물이다. 쓰런은 스탠포드의 선행 과정인 인공 지능 입문에 160,000명의 학생이 등록하고 2012년 3월 현재 처음 두 수업에 90,000명의 학생이 등록한 후 50만 명의 학생이 등록하기를 희망한다고 밝혔다. 유다시티는 컨퍼런스에서 발표되었다. 2012 디지털 라이프 디자인 컨퍼런스. 유다시티는 벤처 캐피탈 회사인 찰스 리버 벤처스(Charles River Ventures)와 쓰런의 개인 자금 200,000달러로부터 자금을 지원받는다. 2012년 10월, 벤처 캐피탈 회사인 안드레센 호로비츠는 유다시티에 1,500만 달러를 추가로 투자했다. 2013년 11월 쓰런은 패스트 컴퍼니 기사를 통해 유다시티가 "형편없는 제품"을 가지고 있으며 서비스가 전문가 및 "나노학위"(nanodegrees)를 위한 직업 과정에 더 초점을 맞추도록 전환하고 있다고 발표했다. 2014년 4월 28일 현재 유다시티는 12개의 전체 코스와 26개의 무료 코스웨어에서 160만 명의 사용자를 보유하고 있다.
2014년에 조지아 공과대학교는 유다시티 및 AT&T와 협력하여 컴퓨터 과학 분야 최초의 "대규모 온라인 공개 학위"를 출시했다. 해당 프로그램을 통한 완전한 석사 학위 취득 비용은 학생에게 $7,000이다.
2017년 10월 유다시티는 유니티와 함께 개발자가 AR 애플리케이션 구축 기술을 향상시키는 데 도움이 될 수 있는 'Learn ARKit' 프로그램을 출시했다. 같은 달에 구글은 유다시티와 제휴하여 웹 및 안드로이드 애플리케이션 개발자 지망생을 위한 새로운 장학금 프로그램을 시작했다. 2018년 2월 현재 아직 수익성이 없지만 유다시티의 가치는 안드레센 호로비츠, 드라이브 캐피털 및 알파벳 (기업)의 벤처 캐피털 계열사인 GV 등 유명 투자자로부터 1억 6,300만 달러를 조달하여 10억 달러가 넘는 가치로 평가된다.

## 같이 보기
- 코세라
- 칸 아카데미
- 유데미